# Rachel Yang
Rachel Isabel Yang Bingjie (chinesisch 杨冰洁; * 28. Februar 1982 in Singapur) ist eine Leichtathletin aus Singapur, die sich auf den Stabhochsprung spezialisiert hat und in dieser Disziplin Inhaberin des Landesrekords ist.

## Sportliche Laufbahn
Erste internationale Erfahrungen sammelte Rachel Yang im Jahr 2007, als sie bei den Asienmeisterschaften in Amman mit einer Höhe von 3,50 m die Silbermedaille hinter der Malaysierin Roslinda Samsu gewann. Anschließend nahm sie an den Hallenasienspielen in Macau teil und gewann dort mit 3,20 m die Bronzemedaille hinter der Indonesierin Ni Putu Desi Margawati und Sunisa Kao-Iad. 2008 startete sie bei den Hallenasienmeisterschaften in Doha, scheiterte dort aber an ihrer Anfangshöhe. Auch bei der Sommer-Universiade 2009 in Belgrad sowie bei den Asienmeisterschaften in Guangzhou schied sie ohne eine überquerte Höhe aus, wie auch bei den Asienspielen 2010, die ebenfalls in Guangzhou stattfanden und den Leichtathletik-Asienmeisterschaften 2011 in Kōbe.
2015 nahm sie erstmals an den Südostasienspielen in Singapur teil und gewann dort mit übersprungenen 3,90 m die Silbermedaille hinter der Thailänderin Chayanisa Chomchuendee. Zwei Jahre darauf sicherte sie sich bei den Südostasienspielen in Kuala Lumpur mit 3,60 m die Bronzemedaille hinter Chomchuendee und Chuah Yu Tian aus Malaysia. 2018 erreichte sie bei den Commonwealth Games im australischen Gold Coast mit 3,50 m Rang 14. 2023 brachte sie bei den Südostasienspielen in Phnom Penh keine gültige Höhe zustande und gelangte bei den Asienspielen in Hangzhou mit 3,40 m auf Rang zehn.

## Persönliche Bestleistungen
- Stabhochsprung: 3,91 m, 13. Juni 2017 in Bangkok (Landesrekord)
  - Stabhochsprung (Halle): 3,50 m, 23. März 2016 in Tsaotun (Landesrekord)